# Born Without a Face
Born Without a Face es una película de 2008 de una niña con síndrome de Treacher-Collins.
- Datos: Q2888518